# Ніденштайн
Ніденштайн (нім. Niedenstein) — місто в Німеччині, знаходиться в землі Гессен. Підпорядковується адміністративному округу Кассель. Входить до складу району Швальм-Едер.
Площа — 30,61 км2. Населення становить 5392 ос. (станом на 31 грудня 2020).